# Chigubo (district)
Het Chigubo District is een district in de Provincie Gaza in het zuidwesten van Mozambique. De hoofdplaats is Ndidiza. Tot 2002 was de stad Chigubo de hoofdplaats van het Chigubo District. In 2002 werd Ndidiza de hoofdplaats van het Chigubo District.